# Xuanhuadian (köpinghuvudort i Kina, Hubei Sheng, lat 31,70, long 114,49)
Xuanhuadian (kinesiska: 宣化店) är en köpinghuvudort i Kina. Den ligger i provinsen Hubei, i den centrala delen av landet, omkring 130 kilometer norr om provinshuvudstaden Wuhan. Antalet invånare är 55 113. Befolkningen består av 26 711 kvinnor och 28 402 män. Barn under 15 år utgör 17,0 %, vuxna 15-64 år 73 %, och äldre över 65 år 8,0 %.
Runt Xuanhuadian är det tätbefolkat, med 383 invånare per kvadratkilometer. Xuanhuadian är det största samhället i trakten. Trakten runt Xuanhuadian består till största delen av jordbruksmark.
Genomsnittlig årsnederbörd är 1 378 millimeter. Den regnigaste månaden är juli, med i genomsnitt 253 mm nederbörd, och den torraste är december, med 18 mm nederbörd.